# Tommy Wättring
Lars Tommy Wättring, född 14 december 1998 i Stockholm, är en svensk skådespelare. Han har bland annat medverkat i nio stycken filmer i Beck-serien, i rollen som Martin Becks barnbarn Vilhelm Beck. Han spelade denna roll fram till den sista filmen i säsong 7 (Den förlorade sonen), då han inför den åttonde säsongen blev ersatt av Valter Skarsgård.
Wättring medverkar också i fem stycken avsnitt av den svenska Netflix-serien Young Royals. Han spelar rollen som Marcus i denna serie.

## Filmografi

### Filmer
- 2013 – Julie
- 2015 – Beck – Rum 302
- 2015 – Beck – Familjen
- 2016 – Beck – Gunvald
- 2016 – Beck – Sista dagen
- 2018 – Beck – Ditt eget blod
- 2018 – Beck – Den tunna isen
- 2020 – Beck – Utom rimligt tvivel
- 2021 – Beck – Döden i Samarra
- 2021 – Beck – Den förlorade sonen

### TV-serier
- 2012 – 15 – Det är mitt liv (TV-serie)
- 2017 – Finaste familjen (TV-serie)
- 2022 – Young Royals (TV-serie)
- 2022 – Bianca (TV-serie)